# SZD-51 Junior
SZD-51 Junior er et et-sædet svævefly fremstillet af PZL Bielsko. Flyet anvendes som uddannelsesfly og konkurrencer i klubklassen.

## Udvikling
Junioren blev designet af Stanislaw Zientek med udgangspunkt i SZD-47, som oprindeligt var blevet udviklet i årene 1973-74 på udviklingscentret i Bielsko-Biała i Polen. Prototypen SZD-51-0 gennemførte den første flyvning den 31. december 1980 og blev efterfulgt af produktionsversionen SZD-51-1, hvor kroppen var modificeret. I alt 261 eksemplarer blev produceret. Der blev givet licens til en brasiliansk produktion af flytypen, men her blev kun fremstillet et eksemplar. Den forenklede SZD-51-2 var kandidat i IGC World Class design-konkurrencen.

## Design
SZD-51-1 Junior er et et-sædet svævefly fremstillet af glasfiber, hvor blot sideroret er lærredsbeklædt. Kroppen har en indre stålrørsramme og et fast monteret hovedhjul. Hver af vingerne har luftbremser af Schempp-Hirth-typen på oversiden. Sideroret er forbundet via wirer; øvrige styreflader er forbundet med stødstænger. Siderorspedalerne kan justeres.
Junioren er velflyvende, også ved lav fart, og er godmodig. Typen er designet til videregående uddannelse (solo) og klubflyvning, men er også godkendt til akrobatik og kan udrustes til flyvning i stor højde og i skyer.